# Alessio Deledda
Alessio Deledda, né le 10 décembre 1994, est un pilote automobile italien. Il participe au championnat de Formule 3 FIA en 2020. Il  participera aussi au championnat de Formule 2 FIA en 2021.

## Biographie
Alessia Deledda commence la monoplace en 2018 dans le championnat italien de Formule 4 avec l'écurie locale "Technorace". Sa première saison se révèle désastreuse, ne réalisant qu'une dix-septième place à Monza et n'inscrivant aucun point. L'année suivante, il rejoint la Formula Renault Eurocup malheureusement sans plus de réussite. Il participe aussi à l'Euroformula Open Winter Series avec l'écurie Campos Racing disputé sur le circuit Paul-Ricard où il marque six points et se classe neuvième.
Cette même année, toujours avec Campos Racing, dans le nouveau championnat de Formule 3 FIA. Là encore, il connaît une saison difficile sans aucun point marqué. Durant l'hiver il participe aussi au championnat d'Asie de Formule 3, avec Hitech Grand Prix, il marque 21 points et se classe 15e. En 2020, toujours avec Campos, il effectue sa deuxième saison en Formule 3 FIA mais là encore il effectue une saison encore plus difficile que la précédente.
En 2021, il signe avec HWA Racelab pour sa première saison en Formule 2, où il fera équipe avec Matteo Nannini.

## Résultats en compétition automobile
- 2018 : 
  - Championnat d'Italie de Formule 4, (non classé)
- 2019 : 
  - Euroformula Open Winter Series, 9e (deux courses)
  - Formula Renault Eurocup, 24e
  - Championnat de Formule 3 FIA, 29e
  - Grand Prix de Macao, 25e
- 2019-2020 : 
  - Championnat d'Asie de Formule 3, 15e
- 2020 : 
  - Championnat de Formule 3 FIA, 34e
- 2021 : 
  - Championnat d'Asie de Formule 3, 16e
  - Championnat de Formule 2, 25e

### Résultats en Formule 3 FIA
| Année | Équipe        | 1            | 2          | 3          | 4          | 5          | 6          | 7            | 8           | 9           | 10            | 11         | 12           | 13           | 14         | 15         | 16         | 17         | 18         | Pos | Points |
| ----- | ------------- | ------------ | ---------- | ---------- | ---------- | ---------- | ---------- | ------------ | ----------- | ----------- | ------------- | ---------- | ------------ | ------------ | ---------- | ---------- | ---------- | ---------- | ---------- | --- | ------ |
| 2019  | Campos Racing | CAT FEA Abd. | CAT SPR 23 | LEC FEA 16 | LEC SPR 23 | RBR FEA 25 | RBR SPR 24 | SIL FEA Abd. | SIL SPR 25  | HUN FEA 24  | HUN SPR 26    | SPA FEA 28 | SPA SPR 20   | MNZ FEA 23   | MNZ SPR 25 | SOC FEA 21 | SOC SPR 22 |            |            | 29e | 0      |
| 2020  | Campos Racing | RB1 FEA 29   | RB1 SPR 20 | RB2 FEA 27 | RB2 SPR 21 | HUN FEA 20 | HUN SPR 23 | SIL1 FEA 23  | SIL1 SPR 28 | SIL2 FEA 25 | SIL2 SPR Abd. | CAT FEA 28 | CAT SPR Abd. | SPA FEA Abd. | SPA SPR 23 | MNZ FEA 23 | MNZ SPR 22 | MUG FEA 25 | MUG SPR 26 | 34e | 0      |

### Résultats en Formule 2
| Année | Équipe      | 1          | 2            | 3            | 4          | 5          | 6          | 7            | 8          | 9          | 10           | 11           | 12         | 13         | 14         | 15           | 16         | 17        | 18         | 19           | 20           | 21         | 22         | 23           | 24         | Pos | Points |
| ----- | ----------- | ---------- | ------------ | ------------ | ---------- | ---------- | ---------- | ------------ | ---------- | ---------- | ------------ | ------------ | ---------- | ---------- | ---------- | ------------ | ---------- | --------- | ---------- | ------------ | ------------ | ---------- | ---------- | ------------ | ---------- | --- | ------ |
| 2021  | HWA Racelab | BHR SP1 18 | BHR SP2 Abd. | BHR FEA Abd. | MCO SP1 18 | MCO SP2 12 | MCO FEA 17 | BAK SP1 Abd. | BAK SP2 15 | BAK FEA 19 | SIL SP1 Abd. | SIL SP2 Abd. | SIL FEA 22 | MNZ SP1 13 | MNZ SP2 19 | MNZ FEA Abd. | SOC SP1 18 | SOC SP2 A | SOC FEA 17 | JED SP1 Abd. | JED SP2 Abd. | JED FEA 20 | YMC SP1 18 | YMC SP2 Abd. | YMC FEA 19 | 25e | 0      |